# ديتمار إيبرل
ديتمار إيبرل (بالألمانية: Dietmar Eberle)‏ هو أستاذ جامعي ومهندس معماري نمساوي، ولد في 31 أكتوبر 1952 في هيتيسو في النمسا.